# Zebrasoma gemmatum
Fläckig kirurgfisk, Zebrasoma gemmatum är en art i släktet Zebrasoma i familjen Acanthuridae, Kirurgfiskar. 
Den lever på 10-60 m djup i rev utanför kusterna i västra Indiska oceanen exempelvis utanför Moçambique, Madagaskar, Sydafrika, och i närheten av öarna Réunion och Mauritius. 
Den blir upp till 22 cm som fullvuxen. 
Zebrasoma gemmatum är en dyr fisk i saltvattensakvarier. Priset kan ligga på 3000 dollar. Den rekommenderas inte för nybörjare.